# Голям-Девесил
Голям-Девесил (болг. Голям Девесил) — село в Болгарии. Находится в Кырджалийской области, входит в общину Крумовград. Население составляет 165 человек.

## Политическая ситуация
В местном кметстве Голям-Девесил, в состав которого входит Голям-Девесил, должность кмета (старосты) исполняет Христина Асенова Антонова (Движение за права и свободы (ДПС)) по результатам выборов.
Кмет (мэр) общины Крумовград — Себихан Керим Мехмед (Движение за права и свободы (ДПС)) по результатам выборов.